# Hearst Communications
Hearst Communications é um conglomerado de mídia dos Estados Unidos com sede em Nova York. Foi fundada em 1887 pelo empresário William Randolph Hearst.

## Patrimônio e participações

### Revistas
- CosmoGIRL!
- Cosmopolitan
- Country Living
- Esquire
- Good Housekeeping
- Harper's Bazaar
- House Beautiful
- Marie Claire
- O at Home
- O, The Oprah Magazine
- Popular Mechanics
- Prima[1]
- Quick & Simple
- Redbook
- Seventeen
- SmartMoney (com Dow Jones)
- Teen
- Town & Country
- Town & Country TRAVEL
- Veranda

### Jornais
- Albany Times Union
- Beaumont Enterprise
- Houston Chronicle
- Jasper Newsboy
- King Features Syndicate (com Paramount Pictures e Universal Studios)
- Laredo Morning Times
- Midland Daily News
- San Francisco Chronicle
- Seattle Post-Intelligencer
- San Antonio Express-News
- Midland Reporter-Telegram

### Televisão
- A&E Networks (dividido com Disney e NBCUniversal)
- ESPN (20%, 80% Disney)
- Hearst-Argyle Television
- Lifetime Television (joint venture com Disney)
- New England Cable News (50%, dividido com Comcast)

### Internet
- UGO